# Эйвере
Э́йвере (эст. Eivere) — деревня в муниципалитете Пайде уезда Ярвамаа, Эстония. 
До административной реформы местных самоуправлений Эстонии 2017 года входила в состав волости Пайде.

## География и описание
Расположена в 60 км к юго-востоку от Таллина и в 10 км к северу от уездного центра — города Пайде. Высота над уровнем моря — 76 метров.
По территории деревни проложен канал Эйвере. Его длина составляет 9,6 км.
Климат умеренный. Официальный язык — эстонский. Почтовый индекс — 72757.

## Население
По данным переписи населения 2021 года, в деревне проживали 36 человек, из них 35 (97,2 %) — эстонцы.
Численность населения деревни Эйвере:
| Год  | 1969 | 2000 | 2011 | 2021 |
| ---- | ---- | ---- | ---- | ---- |
| Чел. | 134* | ↘ 55 | ↘ 53 | ↘ 36 |

* Деревня Эйвере и поселение Эйвере вместе.

## История
Деревня впервые упоминается в письменных источниках 1414 года как Eivere, 1467 года как Eygever.  
В 1552 году упоминается мыза Эйвере (Eyver). Её главное здание административно находится на территории деревни Эйвере. Оно было приватизировано частным лицом, реконструировано и находится в хорошем состоянии. 
С 1920-х годов существовали отдельно поселение и деревня Эйвере, в 1977 году, в период кампании по укрупению деревень, они были объединены; в том же году к ним присоединили деревню Леэду (в 1467 году упоминается как Lete, в 1726 году — как Lehto). 
В советское время в деревне действовал колхоз «Уус теэ» (эст. kolhoos «Uus tee», с эст. «Новый путь»). В главном мызном здании до 2000 года работал дом инвалидов.